# Station Fagerås
Station Fagerås is een spoorwegstation aan de Värmlandsbanan in de Zweedse plaats Fagerås.

## Treinverbindingen
| Serie | Treinsoort       | Route                                                                                            | Bijzonderheden |
| ----- | ---------------- | ------------------------------------------------------------------------------------------------ | --- |
| 70    | Stoptrein (VTAB) | (Kongsvinger – ) Charlottenberg – Arvika – Kil – Karlstad – Kristinehamn ( – Degerfors – Örebro) | Een aantal treinen per dag vanaf Kongsvinger en tot Örebro. Stopt beperkt op de haltes Ås, Lerot, Ottebol, Brunsberg en Lene. |